# كاغو
كاغو أو كاغ أو كوغا أو كوكو أو كركر (نقحرة: جاو أو قاو أو غاو) هي مدينة في شمال مالي وعاصمة منطقة كاغو، وتقع المدينة على ضفاف نهر النيجر ، وتبعد 320 كم جنوب شرقي تمبكتو، ويبلغ عدد سكانها 86,633 نسمة حسب إحصاء عام 2009 م ، وكانت عاصمة امبراطورية الصنغاي

## المناخ
يظهر الجدول التالي التغييرات المناخية على مدار السنة لكاغو:
| البيانات المناخية لـكاغو                   | البيانات المناخية لـكاغو | البيانات المناخية لـكاغو | البيانات المناخية لـكاغو | البيانات المناخية لـكاغو | البيانات المناخية لـكاغو | البيانات المناخية لـكاغو | البيانات المناخية لـكاغو | البيانات المناخية لـكاغو | البيانات المناخية لـكاغو | البيانات المناخية لـكاغو | البيانات المناخية لـكاغو | البيانات المناخية لـكاغو | البيانات المناخية لـكاغو |
| الشهر                                      | يناير                    | فبراير                   | مارس                     | أبريل                    | مايو                     | يونيو                    | يوليو                    | أغسطس                    | سبتمبر                   | أكتوبر                   | نوفمبر                   | ديسمبر                   | المعدل السنوي            |
| ------------------------------------------ | ------------------------ | ------------------------ | ------------------------ | ------------------------ | ------------------------ | ------------------------ | ------------------------ | ------------------------ | ------------------------ | ------------------------ | ------------------------ | ------------------------ | ------------------------ |
| متوسط درجة الحرارة الكبرى °م (°ف)          | 30.8 (87.4)              | 33.8 (92.8)              | 37.2 (99.0)              | 40.7 (105.3)             | 42.5 (108.5)             | 41.5 (106.7)             | 38.5 (101.3)             | 36.6 (97.9)              | 38.4 (101.1)             | 39.3 (102.7)             | 35.8 (96.4)              | 31.4 (88.5)              | 37.2 (99.0)              |
| متوسط درجة الحرارة الصغرى °م (°ف)          | 14.8 (58.6)              | 17.0 (62.6)              | 20.8 (69.4)              | 24.7 (76.5)              | 28.2 (82.8)              | 28.8 (83.8)              | 26.6 (79.9)              | 25.4 (77.7)              | 26.0 (78.8)              | 24.9 (76.8)              | 19.9 (67.8)              | 15.8 (60.4)              | 22.7 (72.9)              |
| معدل هطول الأمطار مم (إنش)                 | 0.0 (0.0)                | 0.1 (0.00)               | 0.3 (0.01)               | 1.7 (0.07)               | 7.7 (0.30)               | 22.8 (0.90)              | 63.6 (2.50)              | 84.2 (3.31)              | 33.5 (1.32)              | 4.8 (0.19)               | 0.0 (0.0)                | 0.1 (0.00)               | 218.8 (8.61)             |
| متوسط الأيام الممطرة (≥ 0.1 mm)            | 0.1                      | 0.1                      | 0.3                      | 0.3                      | 1.3                      | 3.9                      | 7.9                      | 8.4                      | 5.2                      | 0.9                      | 0.0                      | 0.1                      | 28.5                     |
| ساعات سطوع الشمس الشهرية                   | 269.8                    | 257.9                    | 269.6                    | 254.2                    | 274.9                    | 227.1                    | 249.7                    | 251.5                    | 253.5                    | 279.8                    | 280.8                    | 261.9                    | 3٬130٫7                  |
| المصدر #1: المنظمة العالمية للأرصاد الجوية |                          |                          |                          |                          |                          |                          |                          |                          |                          |                          |                          |                          |                          |
| المصدر #2: NOAA (sun 1961–1990)            |                          |                          |                          |                          |                          |                          |                          |                          |                          |                          |                          |                          |                          |

## توأمة
لجاو اتفاقيات توأمة مع كل من:
- تيونفيل
- بيركيلي

## أعلام
- عبد الله إدريسا مايغا
- فاطماتا توري